# Géocoucou véloce
Geococcyx velox
Espèce
Statut de conservation UICN

 LC  : Préoccupation mineure
Répartition géographique
Le Géocoucou véloce (Geococcyx velox) est une espèce proche parente du Grand géocoucou (Geococcyx californianus) mais beaucoup moins connue.

## Description
Le géocoucou véloce ressemble au grand géocoucou mais est un peu plus petit, a la gorge et la poitrine moins striée et les dessous comparativement plus chamois.  La longueur moyenne est de 46 cm (18 po).

## Habitat
Le Géocoucou véloce s’observe dans les basses terres arides jusqu’à 3 000 m d’altitude maximum.  Il habite les zones terrains dégagés parsemés de broussailles et de buissons épineux ainsi que les terres cultivées.

## Alimentation
Il se nourrit principalement d’insectes, en chassant au sol de manière semblable au Grand géocoucou.

## Nidification
Il construit son nid dans un arbre de faible hauteur, un buisson épineux ou un cactus Opuntia.  Les œufs, au nombre de 3 à 4, sont blancs et mesurent 35 x 26 mm.

## Répartition
Le Géocoucou véloce est un résident permanent dans l’ouest du Mexique, du Sonora au Chiapas, dans le Yucatán jusqu’au Guatemala, El Salvador, Honduras et le nord-ouest du Nicaragua.

## Menaces
Ce Géocoucou ne semble pas être menacé.  Il est relativement commun dans son aire de répartition et son habitat n’est pas particulièrement menacé pour le moment.